# Bizovačke toplice
Koordinati:   45°35′52″N, 18°27′22″E
Bizovačke toplice so zdraviliško-športno rekreacijski center v Osješko-baranjski županiji na Hrvaškem.
Terme ležijo na nadmorski višini okoli 90 mnm v občini Bizovac nedaleč stran od ceste, ki povezuje Našice z Osijekom, od katerega so oddaljene okoli 18 km. Začetki term segajo v leto 1970, ko so v okolici Bizovaca iskali nafto in zemeljski plin. Izvrtali so več vrtin. Iz vrtine »Bizovac -4« je iz globine 1862 m pritekla 92ºC topla slana močno jodirana voda, ena najtoplejših hipertermalnih vod v Evropi.

## Zdravljenje
Zdravljenje in rehabilitacija v polikliniki »Bizovačke toplice-medicinska rehabilitacija« se izvaja s pomočjo  hidroterapije, kinezioterapije, termoterapije ter elektro in magnetne terapije in je priporočljivo za bolnike. ki zdravijo obolenja in poškodbe mišično-kostnega sestava, ortopedske poškodbe, kronične revmatske bolezni ter razne ohromelosti in multipla sklerozo.

## Šport in rekreacija
Poleg  devetih pokritih in zunanjih bazenov z vodnimi masažami, 112 m dolgim toboganom ima športno rekreacijski center še igrišča za nogomet, rokomet, košarko, tenis in odbojko.